# ATP Barcellona
L'ATP Barcellona è stato un torneo di tennis facente parte del Grand Prix giocato nel 1975 al 1976 a Barcellona in Spagna su campi in Terra rossa.

## Albo d'oro

### Singolare
| Anno | Vincitore        | Finalista       | Punteggio          |
| ---- | ---------------- | --------------- | ------------------ |
| 1973 | Ilie Năstase     | Adriano Panatta | 6–1, 3–6, 6–1, 6–2 |
| 1974 | Non disputato    |                 |                    |
| 1975 | Ilie Năstase     | Juan Gisbert    | 6–1, 7–5, 6–2      |
| 1976 | Paolo Bertolucci | Jun Kuki        | 6–1, 3–6, 6–1, 7–6 |

### Doppio
| Anno      | Vincitori                         | Finalisti                   | Punteggio |
| --------- | --------------------------------- | --------------------------- | --------- |
| 1973      | Juan Gisbert Manuel Orantes       | Mike Estep Ion Țiriac       | 6–4, 7–6  |
| 1974-1975 | Non disputato                     |                             |           |
| 1976      | Wojciech Fibak Jacek Niedzwiedzki | Colin Dowdeswell Paul Kronk | 6–2, 6–3  |